# 国防と資源大博覧会
国防と資源大博覧会（こくぼうとしげんだいはくらんかい）は、姫路市の姫路城に当時進駐していた陸軍第十師団姫路倉庫敷地（現在姫路市立動物園があるエリア）において1936年（昭和11年）4月1日から5月10日まで開催された博覧会である。姫津線（現・姫新線）の全通を記念して挙行され、期間中に427,844人の入場者があった。
博覧会総裁は賀陽宮恒憲王。
当時の世相を反映し、陸・海軍の最新兵器と諸外国の軍備の状況がわかるジオラマ展示、民間防衛の参考になる防空壕などの構築方法の展示、戦車、大砲、戦闘機、爆撃機などの実物展示、潜水艦潜望鏡を実際にのぞく装置や軍艦模型の無線操縦など現在でいうところのシミュレータを用いた体感展示など、国民の挙国体制への理解を深める目的で開催された。また「資源」の名のとおり戦略資源を日本が諸外国からいかに得ているかの展示、貴金属類の現地での即買取なども行われた。
博覧会期間中、姫路港において呂二十六型潜水艦の展示航海・体験搭乗が行われ、博覧会の跡地は現在は姫路動物園および遊園地として整備されている。
元来は姫津線の開通を祝賀する式典として姫路市および商工会などが「祝賀式」として開催を企画したものが公式の祝賀式が津山市にて開催されることになったことを受けて対抗策として軍部の協賛を取り付けて博覧会として開催された。

## 主な施設・パビリオン
正門
戦艦のシルエットを模した正門が作られた。場所は現在の姫路護國神社東側である。
陸軍館
陸軍兵器の展示が行われた。
現代戦パノラマ館
各国の最新軍備のジオラマ展示、実物の戦車、野砲などが展示された。
防空館
民間防衛のための防空壕のジオラマなどが展示された。
軍艦模型池
海軍艦艇の模型が浮かべられリモコン操作にて艦隊が動く展示がなされた。
海軍館
海軍関係の展示。目玉は第六潜水艇関係の遺品の展示であった。
潜望鏡
海軍潜水艦の潜望鏡の実物が展示され、自由に覗けるようになっていた模様。
子供遊園
子供向け遊園地が開設された。メリーゴーラウンド等の遊具、当時非常に珍しいゴーカートが用意された。
即買館
貴金属など戦略物資の一般からの買取が行われた。
資源館
観光館
演芸館
逓信館
迎賓館
農林機械館
東産業館
西産業館
余興場
教育館

## 他の博覧会
なお昭和11年には同じ姫津線の全通記念として産業振興大博覧会が岡山県津山市で開催されたのを始めとし、他にも各地でさまざまな地方博覧会が開催された。